# 歐洲議會席次分配
歐洲議會席次分配（Apportionment in the European Parliament）是由歐盟條約分配歐洲議會席位於每個歐洲聯盟成員國。根據歐盟條約，席位的分配與成員國的人口“遞減成比例”，成員國之間的談判和協議發揮了作用。
歐盟內小國一般能得到比例上較多的代表人數。這種選制設計讓小國的聲音在議會裡能被放大，大國的聲音縮小，以免總是三四個大國（例如議員數前四多的德國、法國 、義大利、西班牙等）就能取得過半議員的支持而強推任何法案。